# ハフマンプレーリー
ハフマンプレーリー (現地ではHuffman Prairie Flying FieldまたはHuffman Prairie) はライト兄弟が飛行活動の拠点とした、「世界で最初の飛行場」である。デイトン (オハイオ州)都市圏にありハフマンプレーリーはアメリカ合衆国の史跡指定(National HIstoric Landmark)を1990年に受けている。
ハフマンプレーリーの土地は34ヘクタールの7角形の草地である。写真中の白い旗が史跡の区画境界を示している。
ライト兄弟は1903年に初の動力飛行を成功させた後の飛行活動のため適地を探していたところ、デイトンの銀行家Torrence Huffmanから所有地の草地を無料で借り受けることができた。土地の名前はこの所有者に由来する。兄弟は1904年にはライトフライヤーIIで105回計49分間の飛行を実施、1905年にはライトフライヤーIIIでウィルバーが39km（24マイル）・39分間の飛行を達成。いったん当地での試験飛行を中断、次には1910年よりライト・カンパニーの試験飛行と飛行学校の活動を再開した。ライト・カンパニーのハフマンプレーリーの利用は1916年まで続いた。
現在ハフマンプレーリーはライトパターソン空軍基地の敷地内にあるが史跡として日本人も含め一般の自家用車でのアクセスが可能である（衛星写真）。
1990年に1905年の格納庫と発航装置（カタパルトメカニズム）のレプリカが、2003年の動力飛行100周年事業で説明板、遊歩道、駐車場が整備された。

2008年夏のハフマンプレーリー
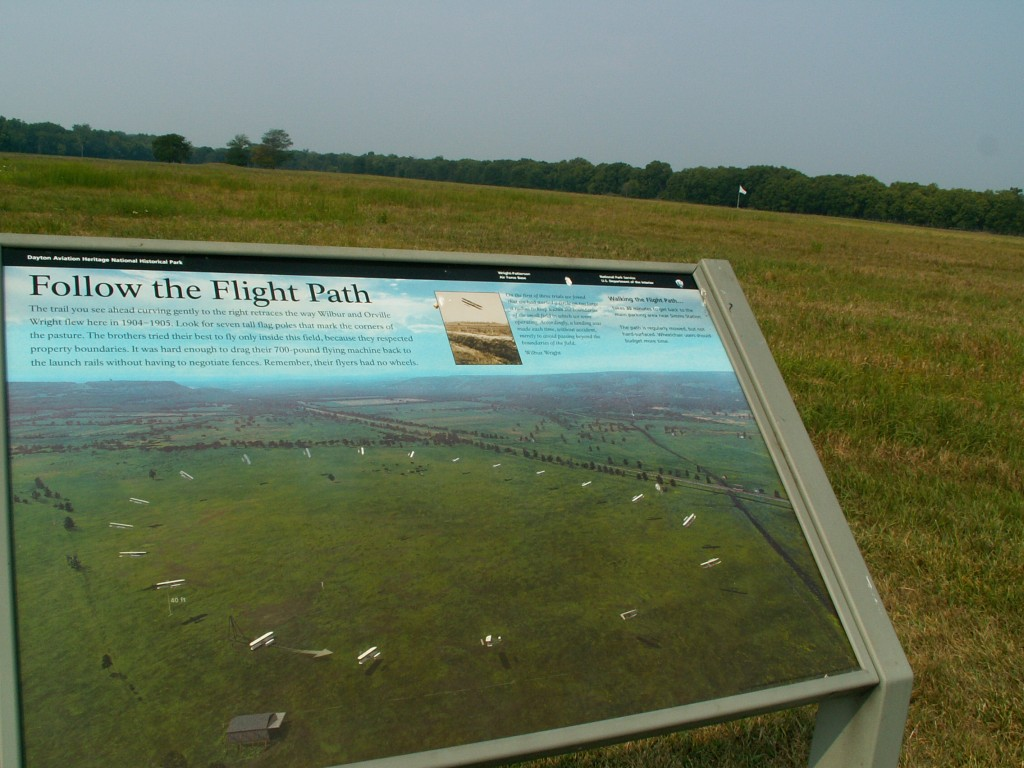
ハフマンプレーリー。手前は当時の飛行経路説明板。
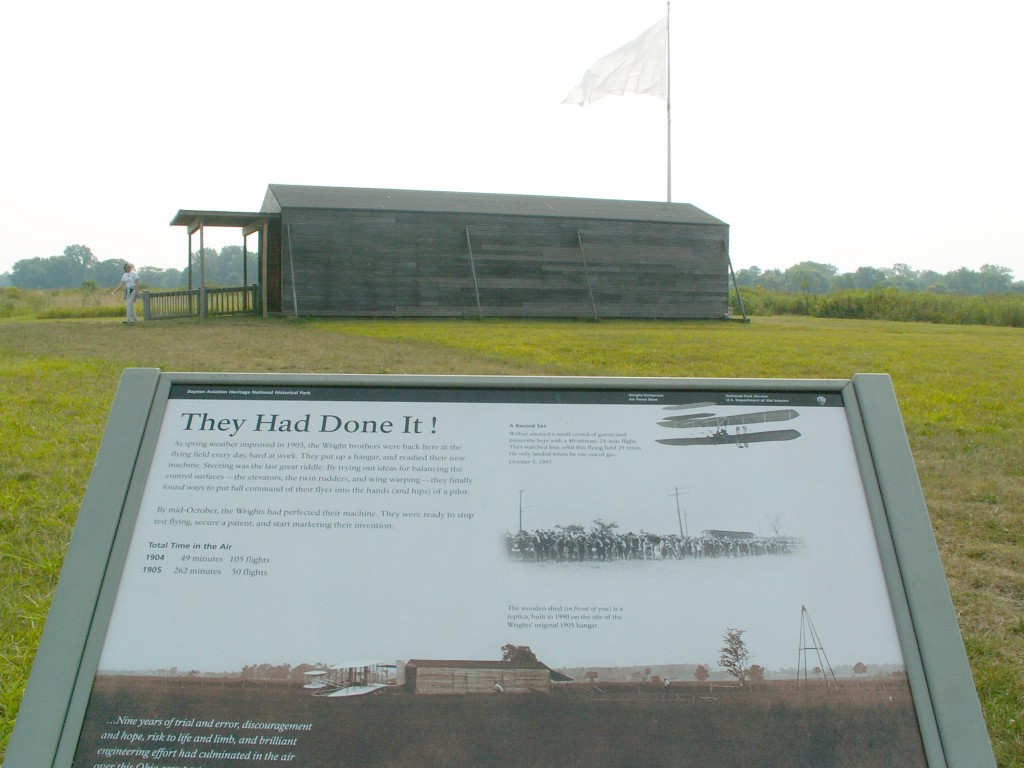
復元されたライト兄弟の1905年格納庫。白旗はハフマンプレーリーの境界を示す。

ハフマンプレーリー詳細
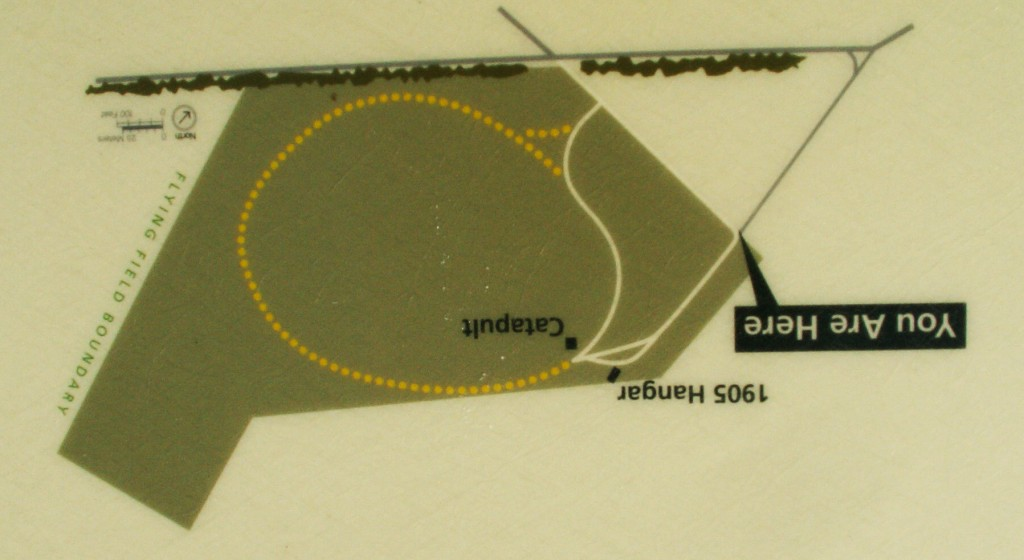
ハフマンプレーリーの形状。右上が北。
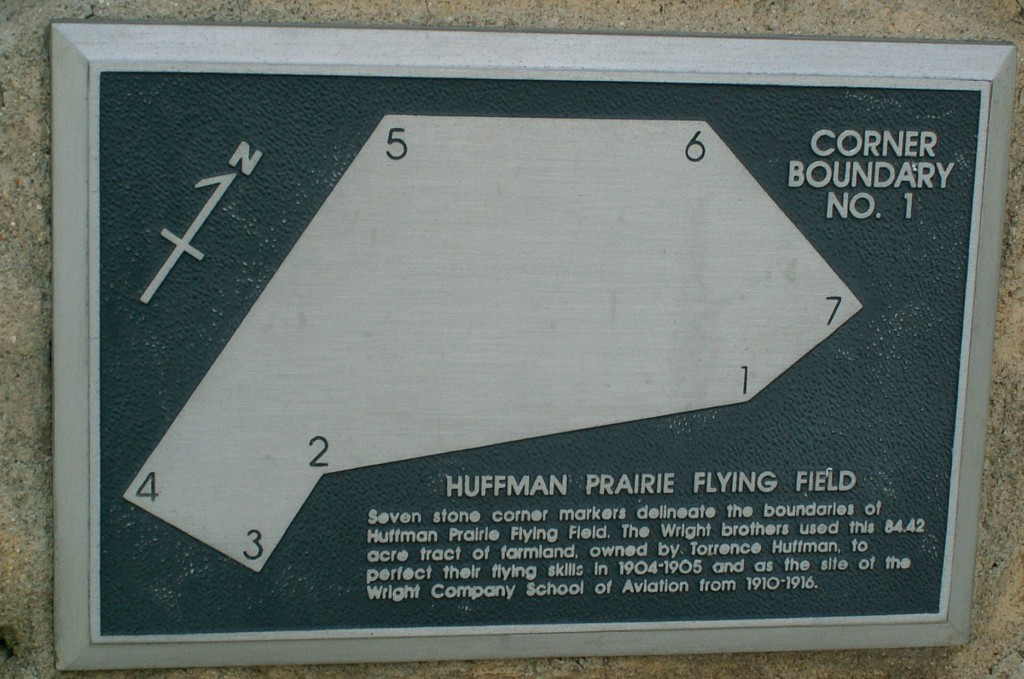
白旗の礎石にあるプレート。
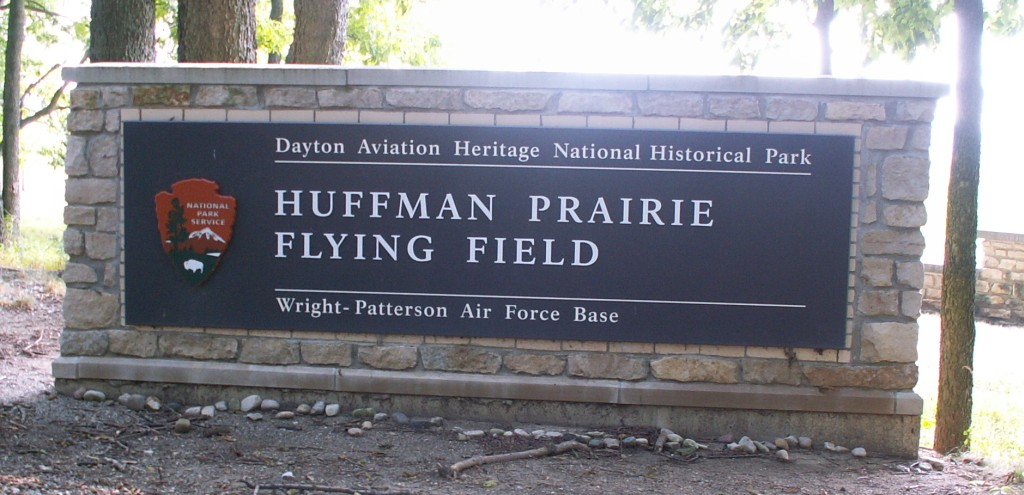
米空軍と国立公園局によるハフマンプレーリーの掲示。
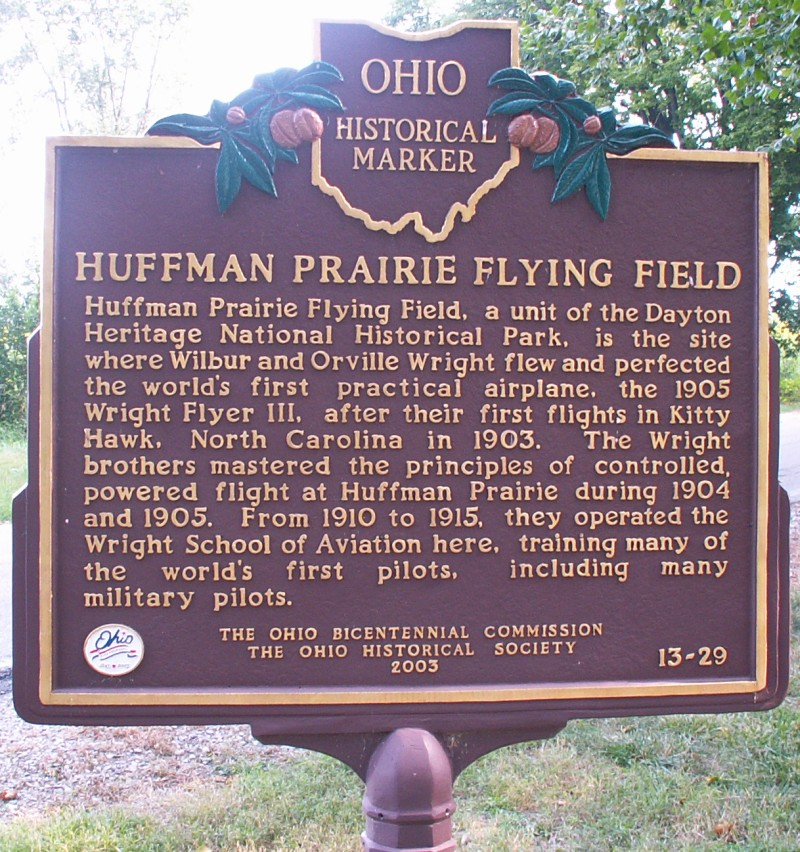
オハイオ州によるハフマンプレーリーの掲示。
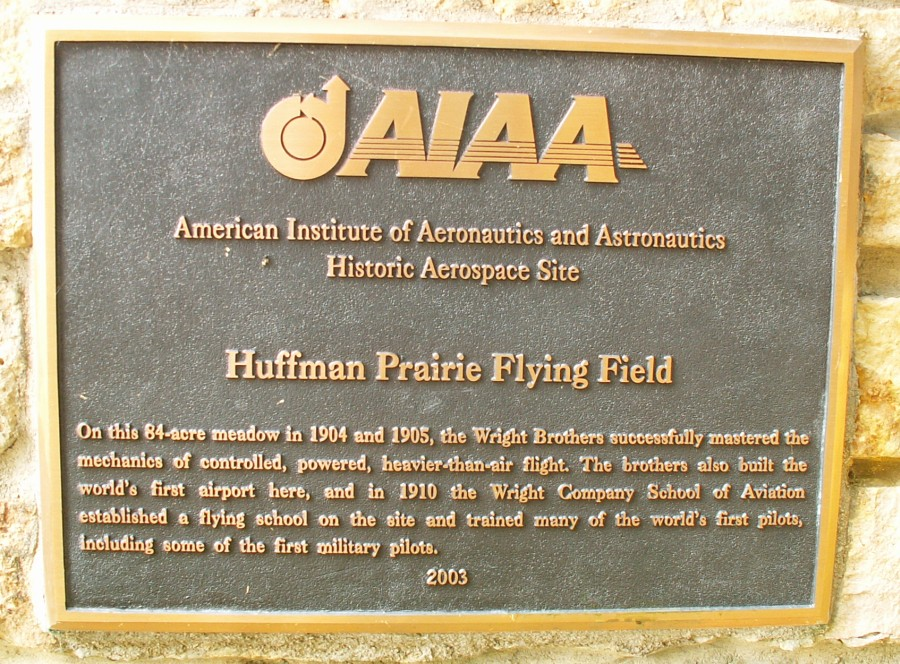
AIAAによるハフマンプレーリーの掲示。
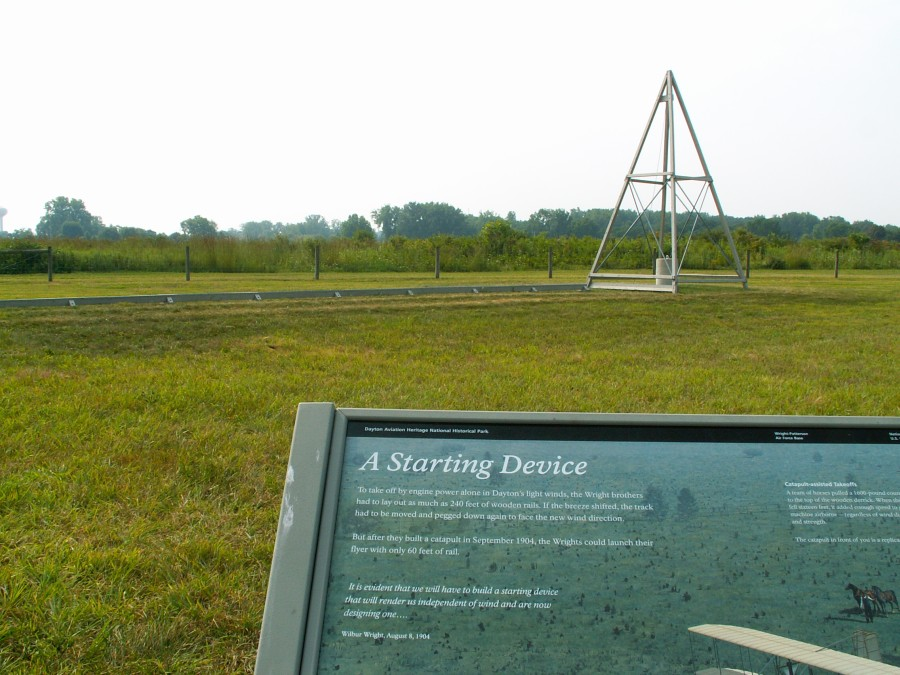
ライト兄弟の使用した発航装置のレプリカ（メカニズム）